# 우치다 고헤이
우치다 고헤이(일본어: 内田 航平, 1993년 5월 19일 ~ )는 일본의 축구 선수이다.

## 구단 경력
그는 2012년부터 J리그의 미토 홀리호크, 도쿠시마 보르티스에서 뛰었다.